# Spencer Rice
Spencer Nolan Rice, detto Spenny (Toronto, 14 aprile 1963), è un regista, scrittore, produttore e attore comico canadese.
È stato il protagonista insieme a Kenny Hotz del reality show Kenny vs. Spenny, durato per sei stagioni.

## Biografia
Da giovane ha giocato nella squadra di hockey del suo liceo, ha iniziato a suonare la chitarra da bambino.
Ha frequentato la Crescent school, una scuola di Toronto.
Rice ha poi proseguito gli studi alla York University, nel campus Glendon College.
Nel 1994 collabora con Kenny Hotz, suo amico d'infanzia, al documentario It Don't Cost Nothin' to Say Good Morning, che racconta la vita di un uomo senza fissa dimora.
Trova il successo internazionale nel 2003 quando lui e Hotz creano Kenny vs. Spenny, uno show dove Kenny e Spenny si sfidano in prove demenziali. La serie termina nel 2010.
Ad agosto 2012 annuncia sulla sua pagina Facebook di avere in progetto un nuovo spettacolo chiamato X Ratyed.
Inoltre nel 2008 ha scritto e interpretato (nel ruolo di Mark Tobias) Confession a Porn addict.